# Sáng kiến vùng Vịnh Bengal về hợp tác Kinh tế và Kỹ thuật đa khu vực
Sáng kiến Vịnh Bengal về hợp tác kỹ thuật và kinh tế đa khu vực, là một tổ chức quốc tế bao gồm một số nước Nam Á và Đông Nam Á.

## Lịch sử
Ngày 6 tháng 6 năm 1997, một tổ chức Tiểu khu vực mới đã được hình thành tại Băng Cốc mang tên BIST-EC (Bangladesh, India, Sri Lanka, và Thailand Economic Cooperation). Myanmar đã tham dự buổi lễ khánh thành vào tháng 6 với tư cách là một quan sát viên. Ngày 22 tháng 12 năm 1997, Myanmar chính thức được kết nạp. Nepal là một quan sát viên của tổ chức này vào tháng 12 năm 1998. Sau đó, năm 2004, cả Nepal và Bhutan đã được kết nạp vào tổ chức này. Hội nghị thượng đỉnh lần đầu tiên vào ngày 31 tháng 7 năm 2004, các nhà lãnh đạo đã đồng ý đổi tên tổ chức thành BIMSTEC.

## Mục tiêu
Theo Tuyên bố thành lập của BIST-EC, các mục tiêu của BIST-EC/BIMST-EC là:
- Tạo ra một môi trường thuận lợi cho sự phát triển kinh tế nhanh chóng của các nước thành viên và khu vực
- Đẩy nhanh tiến trình phát triển xã hội trong khu vực
- Tăng cường sự hợp tác và giúp đỡ lẫn nhau trong các vấn đề quan tâm chung
- Trợ giúp lẫn nhau về đào tạo và nghiên cứu, hợp tác có hiệu quả hơn trong các nỗ lực chung
- Bổ sung cho kế hoạch phát triển quốc gia của các thành viên
- Duy trì mối quan hệ gần gũi và mang lại lợi ích với các tổ chức quốc tế và khu vực
- Hợp tác trong các lĩnh vực có thể chia sẻ với hầu hết sản xuất trong khu vực và điều này là tốt nhất trong việc hợp tác.